# Надійність
Наді́йність — властивість технічних об'єктів зберігати протягом встановленого часу значення всіх параметрів, які характеризують здатність виконувати потрібні функції в заданих режимах та умовах застосування, технічного обслуговування, зберігання та транспортування. Під технічними об'єктами розуміють пристрої, прилади, механізми, машини, комплекси обладнання, будівельні конструкції і споруди, технологічні операції і процеси, системи зв'язку, інформаційні системи, автоматизовані системи управління технологічними процесами тощо.
Методи теорії і практики дослідження надійності базуються на застосуванні апарату теорії імовірностей і випадкових процесів, математичної статистики, моделювання.

## Основні поняття
Під час оцінювання надійності машини користуються такими термінами і поняттями:
- Граничний стан (англ. limit state, ultimate state) — стан об'єкта, за якого його подальша експлуатація неприпустима чи недоцільна[2].
- Пошкодження — подія, яка полягає в порушенні справного стану об'єкта, коли зберігається його працездатність[1].
- Термін служби — календарна тривалість експлуатації об'єкта від початку чи її поновлення після ремонту до переходу в граничний стан[1].
- Безвідмовність — властивість об'єкта виконувати потрібні функції в певних умовах протягом заданого інтервалу часу чи наробітку[1]. Ця властивість особливо важлива для машин, відмова яких може спричинити людські жертви (літальні апарати) або значні матеріальні ушкодження. Такі відмови називаються катастрофічними.
- Ремонтопридатність (англ. maintainability) — властивість об'єкта бути пристосованим до підтримання та відновлення стану, в якому він здатний виконувати потрібні функції за допомогою технічного обслуговування та ремонту[1]. Ремонтопридатність характеризується або середнім проміжком часу простою для профілактики, відшукання місця пошкодження і його усунення, або ймовірністю виконання технічного обслуговування і ремонту протягом заданого часу. Високий ступінь ремонтопридатності досягається застосуванням в конструкціях елементів і вузлів, які легко замінюються.
- Довговічність — властивість об'єкта зберігати працездатний стан або виконувати потрібні функції до настання граничного стану при встановленій системі технічного обслуговування і ремонту[3][1]. Кількісним показником довговічності є технічний ресурс або термін служби. Призначеним ресурсом називається сумарний наробіток виробу, у разі досягнення якого експлуатація має бути припинена незалежно від його стану. Середній ресурс — математичне очікування ресурсу, гама‐відсотковий ресурс — наробіток, впродовж якого не досягається критичний стан із заданою ймовірністю γ у відсотках (зазвичай γ = 80…90%).
- Збережуваність — властивість об'єкта зберігати в заданих межах значення параметрів (безвідмовності, довговічності і ремонтопридатності), що характеризують здатність об'єкта виконувати потрібні функції, під час і після зберігання та (чи) транспортування[1]. Властивість збережуваності має важливе значення для виробів, що мають відносно малий коефіцієнт використання за часом.

## Параметри надійності
1. Закон розподілу ресурсу — ймовірність відмови Q(t)
2. Імовірність безвідмовної роботи P(t)=1-Q(t)
3. λ(t) — інтенсивність імовірності відмови — це питома умова ймовірність відмови на нескінченно малому проміжку від t до t+Δt при умові що на проміжку часу від 0 до t відмови не було.
4. Щільність імовірності відмови, за законом:

  1. Гаусса: {\displaystyle q(t)={\frac {1}{\sqrt {2\pi \sigma _{T}}}}exp(-{\frac {(t-m_{t})^{2}}{2\sigma _{T}^{2}}})} 

  2. Експоненційним: {\displaystyle ~q(t)=\lambda e^{-\lambda t}} 

  3. Вейбула {\displaystyle ~q(t)=\alpha _{\beta }e^{-\alpha t\beta }t^{\beta -1}} 

  4. Релея
5. Математичне очікування (середній ресурс)
6. Дисперсія часу до відмови

## Теорія надійності
Теорія надійності — наукова дисципліна, у якій вивчаються і розробляються методи забезпечення ефективності роботи об'єктів (виробів, пристроїв, систем тощо) у процесі експлуатації. Вона є основою інженерної практики в галузі надійності технічних об'єктів.
В основі теорії надійності і її критеріїв лежить таке поняття як відмова — подія, в результаті якої відбувається повне або часткове порушення працездатності.
Під надійністю технічного об'єкта у широкому розумінні слова мається на увазі здатність технічного пристрою або системи до безвідмовної роботи протягом заданого часу, зумовленого часом виконання поставленого завдання. У справному стані об'єкт повинен відповідати всім вимогам, встановленим для нього нормативно-технічною і конструкторською документацією. Невідповідність хоч би одній вимозі переводить об'єкт в категорію несправних.
В теорії надійності вводяться параметри надійності об'єктів, обґрунтовуються вимоги до надійності з врахуванням економічних та інших факторів, розробляються рекомендації із забезпечення заданих вимог до надійності на етапах проєктування, виробництва зберігання та експлуатації.

## Випробування на надійність
Випробування на надійність — випробування, які виконують для визначення чи контролю показників надійності в заданих умовах.
Випробування на надійність проводяться для того, щоб на ранніх стадіях життєвого циклу виробу виявити потенційні проблеми, забезпечити впевненість, що система буде відповідати поставленим вимогам.
Складні системи можуть випробовуватися як у цілому, так і на рівні компонент, пристроїв, підсистем. Наприклад, випробування окремих компонент виробу на вплив зовнішніх факторів може виявити проблеми до того, як вони будуть виявлені на вищому рівні інтеграції. Недоліками таких випробувань є значні затрати часу і коштів. Для здешевлення і скорочення у часі випробувань можуть проводитись прискорені випробування та застосовуватись методи планування експерименту та моделювання.
Все частіше застосовуються так звані прискорені випробування у динамічно змінному середовищі у тому числі і структурно-складних систем з урахуванням їх старіння, втоми, зносу та деградації в ході їх експлуатації. Для цього в статистиці прискорених випробувань розроблені спеціальні моделі прискорення життя (див праці авторів: Nelson, Meeker and Escobar, Singpurvalla), котрі добре адаптовані для статистичного аналізу даних про відмови, що спостерігаються як при змінних у часі стресових навантаженнях, так і за наявності процесів деградації, які своєю чергою можуть залежати від цих стресових навантажень.

## Надійність і безпека
Надійність в інженерній практиці відрізняється від безпеки ставленням до видів небезпек, з якими вона має справу. Надійність в техніці головним чином пов'язана з оцінкою вартісних показників. Вони стосуються тих небезпек з точки зору надійності, які можуть перерости в аварії, що приведуть до додаткових витрат коштів розробника та/або замовника. Це може статися через збитки з причини неготовності системи, несподівано високих витрат на запасні частини та ремонт, перерви у нормальній роботі тощо. Безпека ж належить до тих випадків прояву небезпек, які можуть призвести до потенційно тяжких наслідків від аварій. Вимоги з безпеки функціонально пов'язані з вимогами до надійності, але характеризуються вищим ступенем відповідальності. Безпека має справу з небажаними небезпечними подіями для життя людей і навколишнього середовища в тому ж розумінні, що і надійність, але не пов'язана прямо з вартісними показниками і не має відношення до дій з відновлення після відмов та аварій. У безпеки інші рівні важливості відмов у суспільстві і контролю з боку держави. Безпека переважно перебуває під контролем держави (наприклад, атомна промисловість, космічна галузь, оборона, залізничний та авіаційний транспорт, нафтогазовий сектор тощо).

## Методи підвищення надійності
Основними шляхами підвищення надійності машин та їх деталей є:
1. Обґрунтований вибір матеріалів деталей та широке використання методів зміцнення їх.
2. Створення структурних схем машин з мінімальною кількістю складових елементів за високої надійності кожного елемента.
3. Широке застосування уніфікованих і стандартизованих елементів.
4. Оснащення конструкції контрольними та сигнальними пристроями, що запобігають виникненню аварійних ситуацій.
5. Розробка системи технічних оглядів та обслуговування конструкцій.
6. Використання резервування — введення у конструкцію додаткових елементів, що не є вкрай потрібними, але дублюють роботу найважливіших робочих елементів машини.